# Лауенгаген
Лауенгаген (нім. Lauenhagen) — громада в Німеччині, розташована в землі Нижня Саксонія. Входить до складу району Шаумбург. Складова частина об'єднання громад Нідернверен.
Площа — 9,73 км2. Населення становить 1305 ос. (станом на 31 грудня 2021).